# James Cleveland (Musiker)

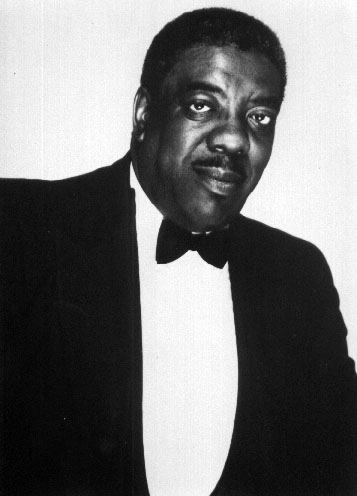
Reverend James Cleveland

James Edward Cleveland (* 5. Dezember 1931 in Chicago, Illinois, USA; † 9. Februar 1991 in Culver City, Kalifornien, USA), bekannt als Reverend James Cleveland, war ein US-amerikanischer Gospelsänger, Pianist und Komponist. Cleveland, häufig als „König des Gospels“ bezeichnet, war eine treibende Kraft bei der Schaffung des modernen Gospel-Sounds, indem er Elemente von Soul, Pop und Jazz in die traditionelle schwarze Gospelmusik einbezog.
Im Laufe seiner Karriere wirkte Cleveland auf Hunderten von Aufnahmen mit und gewann vier Grammy Awards. Er war der erste Gospelmusiker, der einen Stern auf dem Hollywood Walk of Fame erhielt.

## Biografie
James Edward Cleveland wurde am 5. Dezember 1931 in Chicago geboren. Er begann als Knabensopran in der Pilgrim Baptist Church zu singen, wo Thomas A. Dorsey musikalischer Leiter und Roberta Martin Pianistin des Chors war. Martin veröffentlichte 1948 mit ihren Roberta Martin Singers den Song Grace is Sufficient, den Cleveland geschrieben hatte. Seine erste Aufnahme machte Cleveland 1950 mit dem Trio Gospelaires.
In den 1950er Jahren arbeitete Cleveland als Pianist, Sänger und Erzähler mit verschiedenen Gruppen in Chicago und Detroit, darunter die Gospel All Stars, die Meditation Singers und The Caravans. 1951 war er der Gospellehrer der neunjährigen Aretha Franklin, mit der er 1972 an dem Album Amazing Grace arbeitete; der dabei gedrehte Dokumentarfilm wurde erst 2018 veröffentlicht. Cleveland studierte klassische Musik an der Roosevelt University.
1959 wurde Cleveland mit seiner Version des Songs The Love of God der Soul Stirrers auch außerhalb der Gospelszene bekannt. Der Erfolg der Aufnahme führte Anfang der 1960er Jahre zu einem Plattenvertrag mit Savoy Records. Hier veröffentlichte Cleveland bis zu seinem Tod im Jahr 1991 einen riesigen Katalog an Gospelaufnahmen. Sein größter Erfolg war 1963 Peace Be Still, Clevelands Adaption der Hymne Master, the Tempest Is Raging von 1874; bei der Aufnahme spielte Billy Preston die Orgel.
1963 zog Cleveland nach Los Angeles, um als Pastor und musikalischer Leiter an der New Greater Harvest Baptist Church zu arbeiten. 1970 gründete er seine eigene Kirche, die Cornerstone Institutional Baptist Church. Aus seinem New Greater Harvest Choir, der ihm an seine neue Kirche folgte, wurde der Southern California Community Choir, mit dem Cleveland in den 1970er Jahren häufig Aufnahmen machte.
1967 gründete Cleveland den Gospel Music Workshop of America (GMWA), der in jährlichen Zusammenkünften Gospelkurse gibt und zahlreiche Ableger in den USA, Kanada, den Bahamas, Frankreich und Polen entwickelte. 1985 gründete Cleveland sein eigenes Plattenlabel King James Records.
Am 9. Februar 1991 starb James Cleveland in Culver City, Kalifornien im Alter von 59 Jahren.

## Auszeichnungen
- Grammy Awards: 1975, 1978, 1981 und 1991 (bei 29 Nominierungen)[5]
- Grammy Hall of Fame: 1999[7]
- Hollywood Walk of Fame: 1981[6]
- Gospel Music Hall of Fame: 1984[2]
- Soul Train Music Awards: 1989 und 1992[2]
- 16 Goldene Schallplatten[2]
- 13 Ehrendoktortitel[2]